# Zwartzusters Lessines
Wie viele andere Ordensgemeinschaften in Belgien, so überlebte auch die römisch-katholische Ordensgemeinschaft der Zwartzusters von Lessines das 20. Jahrhundert nicht.
Im Jahre 1527 oder 1530 richtete der Stadtmagistrat eine Anfrage an die Augustine Soeurs Noires de Mons und bat diese um die Sendung einiger Schwestern. In der Übereinkunft wurde den Schwestern die ambulante Pflege wie auch die Unterweisung von Mädchen zugewiesen. Nachdem sie sich im ehemaligen Kloster der Grauwzusters niedergelassen hatten, erhielten sie durch den Bischof von Cambrai ihre Klosterstatuten. Das Kloster, welches nicht mit den Schwestern des Hospital Notre-Dame a la Rose zu verwechseln ist, wurde im Jahre 1578 durch die Geuzen geplündert und zu Beginn des 17. Jahrhunderts neu errichtet. Nachdem Erzbischof Henricus van der Burch 1617 die Kapelle eingeweiht hatte, gab er der 14 Mitglieder zählenden Gemeinschaft 1628 neue Statuten, welche nicht nur den Mädchen zwischen 10 und 11 Jahren, sondern auch den Jungen einen Unterrichtsplatz bei den Schwestern einräumte.
1696 wurde in der Kapelle eine Bruderschaft zu Ehren des heiligen Augustinus errichtet. Obwohl das Kloster 1796 aufgelöst werden sollte, konnte ihr Weiterbestehen gesichert werden, wobei ihr Eigentum jedoch in die Hände der Commissie voor Burgerlijke Godshuizen gelangte. Nachdem sie das, was davon noch übrig war, zurückerhalten hatten, wurde die Kongregation bischöflichen Rechtes per kaiserlichem Dekret am 15. November 1810 anerkannt. Obwohl ihr hierbei nur eine Anzahl von 12 Schwestern zuerkannt wurde, wuchs die Gemeinschaft zwischen 1816 und 1820 von 11 auf 13 Schwestern an. Das Kloster, welches auch ein Internat für Mädchen unterhielt, entwickelte sich im Lauf des Jahrhunderts zu einer regelrechten Schulkongregation, so dass sie zu Beginn des 20. Jahrhunderts neben einer Grundschule auch einen Kindergarten und eine Haushaltsschule unterhielt.
Da die Gemeinschaft 1920 jedoch nicht mehr als acht Mitglieder zählte, fusionierten sie im Oktober 1921 mit den Sœurs de la Visitation de Celles-lez-Tournai, welche wiederum 1955 mit Sœurs de Saint François de Sales de Leuze zu einer neuen Kongregation namens Sœurs Salésiennes de la Visitation verschmolz.